# Muro de Sormano

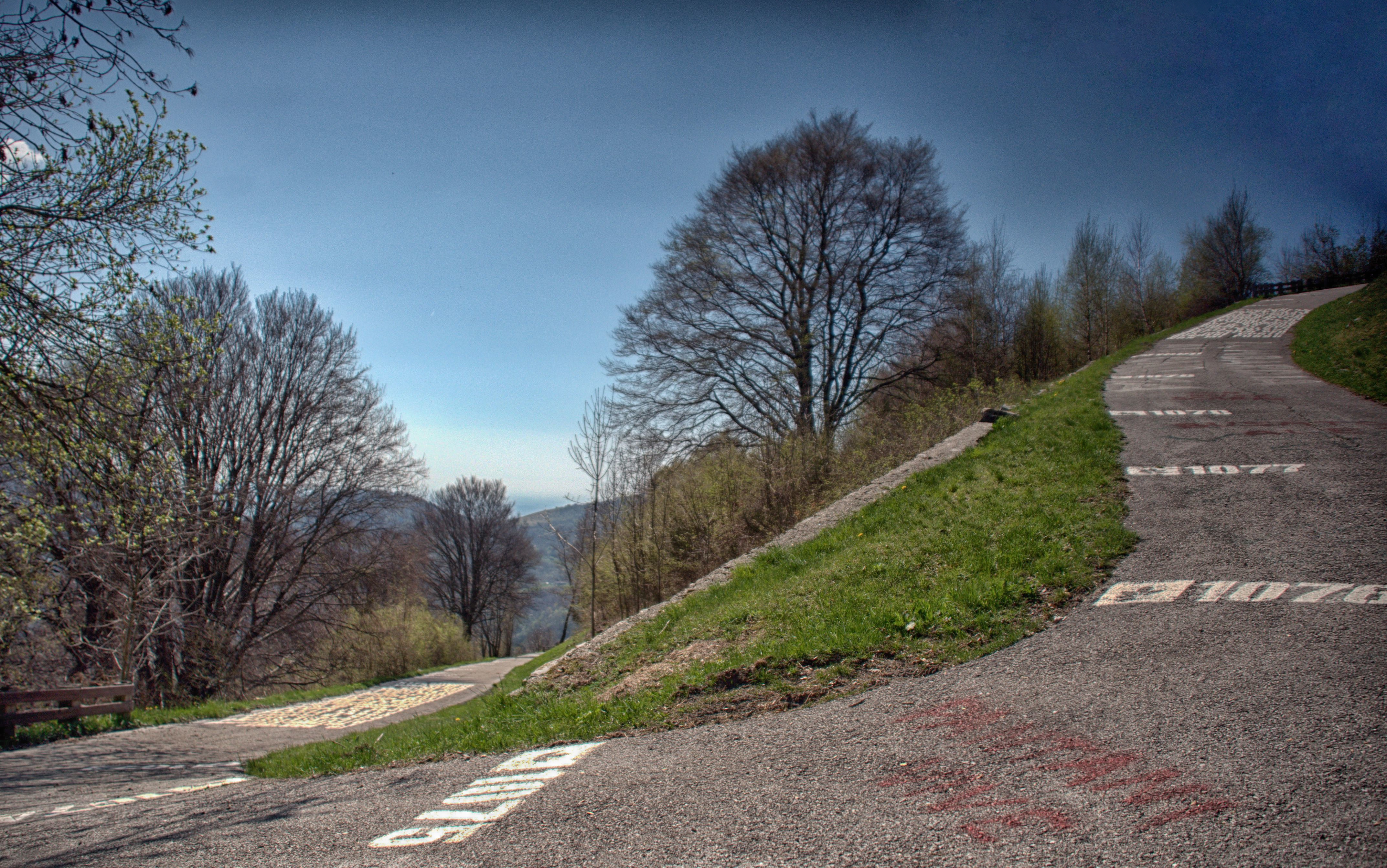
Muro de Sormano

El Muro de Sormano es una subida conocida entre los fanáticos de ciclismo debido a su dificultad. Se hizo famoso en los sesenta cuando fue incluido en el trazado del Giro de Lombardía. Después de un período de abandono, el Muro ha sido recientemente pavimentado y cerrado al tráfico motorizado.

## Historia
El Muro de Sormano se incluyó en el Giro de Lombardía, en su edición de 1960, cuando el director de la carrera, Vincenzo Torriani, deseando hacer la carrera más competitiva, decidió añadir esta nueva subida, con pendientes cortas pero fuertes (2,4 km con picos del 24%), poco después de Ghisallo y antes de la llegada a Como.
El efecto deseado se logró incluso más allá de las expectativas: la subida resultó tan dura que muchos profesionales se vieron obligados a bajar de la bicicleta y caminar.
El Muro de Sormano permaneció en la ruta de tres ediciones, hasta 1962: en ese año, Ercole Baldini estableció el récord de la subida de 9'24". Después de esa edición, se decidió no hacer frente a esta escalada extrema más, también porque la carrera fue distorsionada por los numerosos empujones que los ciclistas recibían de los espectadores como ayuda.
Después de la construcción de la nueva carretera provincial, más ancha y con pendientes más accesibles, el camino del Muro también fue abandonado por el tráfico motorizado y cayó en desuso. Después de unas pocas décadas, sin embargo, algunos aficionados al ciclismo han promovido la recuperación y en 2006, se sustituyó el antiguo pavimento en estado ruinoso, con una nueva superficie de asfalto. El Muro se abrió de nuevo a disposición de los ciclistas.
El Muro se incluyó en la edición de 2012 del Giro de Lombardía y su etapa se celebró el 29 de septiembre. "Purito" Rodríguez, aunque no ganó la etapa, estableció el nuevo récord en 9:02.

## Ruta
El Muro comienza a partir de la unión de la carretera principal de Asso que lleva a Pian del Tivano. A unos cientos de metros después del pueblo de Sormano, después de un corto descenso y un puente que se extiende por un río, se inicia la subida de 2.400 metros sobre un desnivel de casi 300 metros (831 m de altitud inicial, final de 1.124 m), con una pendiente promedio de 12% y picos de hasta 24%.
El camino, muy estrecho, se eleva en el medio del bosque; hay cuatro curvas. A lo largo de la subida de una serie de grafitis en el asfalto que indican, metro a metro, la elevación, por lo que el ciclista puede saber siempre donde está y lo que le resta para el final de la subida; además, el hecho de que las indicaciones sean más o menos cercanas, es indicativa de la mayor o menor pendiente. Los indicadores muestran a los visitantes las diferentes especies de árboles presentes. Entre la tercera y cuarta curva, se señalan algunos sitios de interés: Los Cornos di Canzo, el Cornizzolo, el Barzaghino, el Palanzone y más al este, el Resegone y el Grigne.
El final del Muro está unido a la carretera provincial y cuesta arriba durante unos veinte metros se llega a la ciudad de Colma di Sormano, 1124 m sobre el nivel del mar, donde el camino cruza y continúa cuesta abajo hacia Pian del Tivano para el tránsito de Zelbio (775 m) y luego terminar, después de seis kilómetros, en la rama oeste de la lago de Como. Si se gira a la derecha, se vuelve a Asso para regresar al punto de partida.